# Сотиря
Сотиря е село в Югоизточна България. То се намира в Община Сливен, област Сливен.

## География
Село Сотиря се намира в Югоизточна България, на 7-8 км от град Сливен. Селото е разположено в подножието на Стара планина. Селото се намира на  106 км западно от град Бургас и 308 км източно от столицата София. Има редовен автобусен транспорт от Сливен.
Сотиря е разположено на надморска височина от 294 м, в подножието на природен парк "Сините камъни".
Климатът се  характеризира с прохладно лято, докато зимата е кратка и мека. Есента обикновено е по-продължителна от пролетта. За района са типични силните ветрове.
Селото е добре благоустроено - разполага с кметство, основно училище и целодневна детска градина. Медицинското обслужване е поето от трима общопрактикуващи лекари. Най-близката многопрофилна болница е в областния град Сливен.

## История
Името му е с гръцки произход и е във връзка със значението на думата „σωτήρας“ – „спасител“. Краеведът Симеон Табаков предполага, че средновековното българско име на селището е Спасово. 
Според преданието селото е основано от царете на Второто Българско царство, едновременно с манастира Св. Петка, който е бил главен на Сливенската Света гора за времето си. Сред местните има твърдения, че църквата на селото е построена от българския цар Иван Асен II.
Твърди се че манастирът е основан през 13-14в., понастоящем не съществува. Днес от него е останала само черквата носеща името на св. Петка. Местността около черквата е павирана, вече има чешма, която е свързана с аязмото. Изграден е навес с огнище, пейки и малка цветна градина.
Името на близкия хълм (в землището на Сливен) Атаната произлиза от Атон (Света гора в Гърция). В близост до селото е съществувало средновековно заселище – Юрта.

## Културни и природни забележителности
- Природен парк „Сините камъни“
- В селото има детска градина "Перуника", основана 1972 година.
- Основното училище „П. Хилендарски”  е създадено през 1882 год. в частна къща от будни и заможни жители на селото, по-късно е създадена сграда, в която се помещава и до днес. До 2009 год. е начално училище, а от 01.06.2009 г. е преобразувано в основно училище.